# 乃木坂46の「の」
『乃木坂46の「の」』（のぎざかフォーティーシックスの の、略称：乃木のの）は、文化放送で2013年4月7日より、毎週日曜日の18:00 - 18:30に放送されている乃木坂46のラジオ番組である。乃木坂46にとって初のラジオ冠番組。
2013年4月7日（文化放送での放送日、以下同）の放送開始当初の番組略称は「#のぎのの」（全て平仮名）だったが、Twitterのトレンド入り等の兼ね合いから、2021年2月21日に試験的に「#乃木のの」に変更され、翌週2月28日より正式に「#乃木のの」に変更された。

## コーナー
風船を使った乃木坂46メンバー1分間アピールジングル
風船がふくらまされて割れるまでの1分以内に、自己アピールを行う。
ふつうのおたより
メンバーに聞いてみたいこと、報告したいこと。
モホロビチッチ
奇天烈用語についてメンバーが知ったかぶりトーク。
乃木坂探偵社
乃木坂46以外の他のアイドルグループ情報紹介コーナー。
乃木坂学園教員リスト
2013年5月5日開始。地域や世代関係なくどの学校にも一人はいる教授・教師をリスナーに教えてもらう。
乃木坂1/3
2013年6月2日開始。収録メンバー3人のうち1人に当てはまるようなお題をリスナーに考えてもらう。見事3人のうち1人に当てはまるお題が出た場合、投稿したリスナーに「何か素敵なプレゼント」が贈られる。
あるあるアルティメットリーグ
2013年7月14日開始。あるあるネタ紹介コーナー。そのネタに対し1人が「あるある指数」を発表し、一番高いあるある指数を獲得したネタを投稿したリスナーにはそのリスナーだけに向けたメッセージを番組ブログに公開する。
まだブログに載せてないニュース
2013年8月18日開始。メンバー個人のブログエントリを、アップロード直前に公表。前述の「風船を使った乃木坂46メンバー1分間アピールジングル」の代わりに放送される可能性もある。
乃木坂46ガチアンケート
2014年11月9日開始。リスナーから送られたちょっと答えづらいような質問に答える。質問は3つ、パスは1回までとされている。
乃木坂イントロデュース
2015年4月26日開始。乃木坂メンバーの個性を3段落ちで面白おかしく紹介する。
乃木坂メンバー目撃談
2017年4月2日開始。「乃木坂メンバーがこんな事してました!」と妄想で思いついたメンバーの目撃談を紹介。
乃木坂掲示板
2018年5月6日開始。乃木坂メンバーがテレビ、ラジオ、雑誌、イベント等でしていたこと、言っていたことを送るコーナー。
乃木のの 勝手に調査隊
2018年5月13日開始。乃木坂メンバーが興味を持っていること、疑問に思っていること、知っておいたほうがいいことを勝手に調査し、勝手に教える。
乃木坂トップ3!
2018年9月30日開始。元々は2018年9月13日の公開収録の際の特別企画。乃木坂メンバーのランキングを考え、上位3名の顔触れを見て、何のランキングなのかを当てるコーナー。
乃木のの ハイレベルトーク
2018年10月21日開始。元々は2018年9月13日の公開収録の際の特別企画。トークテーマとしては難しいキーワードをもとに、トークを行う。

## 放送日程
放送日は、原則として文化放送に準拠。ただし、文化放送で休止となり、地方局への裏送りとなった回については予告編のみ地方局の放送日を、それ以外は括弧つきで文化放送において本来放送されるべきであった日を記載。

## 放送局
現在
| 放送期間         | 放送時間                     | 放送局                | 対象地域   | 備考       |
| ---------------- | ---------------------------- | --------------------- | ---------- | ---------- |
| 2013年4月7日 -   | 日曜 18:00 - 18:30           | 文化放送（QR）        | 関東広域圏 | 制作局     |
| 2017年4月7日 -   | 火曜 23:00 - 23:30           | 西日本放送（RNC）     | 香川県     | 遅れネット |
| 2013年4月6日 -   | 金曜 23:30 - 0:00            | ラジオ福島（rfc）     | 福島県     | 遅れネット |
| 2016年4月3日 -   | 日曜 22:30 - 23:00           | 北海道放送（HBC）     | 北海道     | 遅れネット |
|                  | 日曜 22:00 - 22:30           | 秋田放送（ABS）       | 秋田県     | 遅れネット |
|                  | 水曜 21:15 - 21:45           | 山形放送（YBC）       | 山形県     | 遅れネット |
| 2018年10月13日 - | 土曜 22:00 - 22:30           | 静岡放送（SBS）       | 静岡県     | 遅れネット |
| 2025年4月7日 -   | 月曜 0:00 - 0:30（日曜深夜） | 朝日放送ラジオ（ABC） | 近畿広域圏 | 遅れネット |

過去
| 放送期間                                                                                                 | 放送時間           | 放送局                 | 対象地域      | 備考               |
| --- | ------------------ | ---------------------- | ------------- | ------------------ |
| 2013年10月2日 - 2014年3月28日 2014年10月1日 - 2015年3月25日                                              | 水曜 21:00 - 21:30 | 岐阜放送（ぎふチャン） | 岐阜県        | 独立局、遅れネット |
| 2019年4月6日 - 2019年9月28日                                                                             | 土曜 19:30 - 20:00 | IBC岩手放送            | 岩手県        | 遅れネット         |
| 2018年4月1日 - 2018年9月30日                                                                             | 日曜 21:00 - 21:30 | 宮崎放送（MRT）        | 宮崎県        | 遅れネット         |
| 2019年10月9日 - 2020年3月18日                                                                            | 水曜 21:00 - 21:30 | 東海ラジオ（SF）       | 中京広域圏    | 遅れネット         |
| 2019年4月6日 - 2020年3月28日                                                                             | 土曜 21:00 - 21:30 | RSK山陽放送            | 岡山県        | 遅れネット         |
| 2013年4月6日 - 2020年4月25日                                                                             | 土曜 23:00 - 23:30 | 福井放送（FBC）        | 福井県        | 遅れネット         |
| 2019年4月17日 - 2020年9月29日                                                                            | 水曜 0:05 - 0:35   | 九州朝日放送（KBC）    | 福岡県        | 遅れネット         |
| 2015年8月8日 - 2020年9月27日                                                                             | 日曜 23:30 - 0:00  | 長崎放送（NBC）        | 長崎県 佐賀県 | 遅れネット         |
| 2016年4月2日 - 2021年9月20日                                                                             | 月曜 21:00 - 21:30 | 信越放送（SBC）        | 長野県        | 遅れネット         |
| 2017年7月10日 - 2022年3月21日                                                                            | 月曜 20:00 - 20:30 | 新潟放送（BSN）        | 新潟県        | 遅れネット         |
| 2013年4月6日 - 2022年3月25日                                                                             | 金曜 21:00 - 21:30 | 山梨放送（YBS）        | 山梨県        | 遅れネット         |
| 2014年4月6日 - 9月28日 2015年4月5日 - 9月27日 2016年4月3日 - 2021年9月26日 2022年9月29日 - 2023年3月30日 | 木曜 21:00 - 21:30 | 青森放送（RAB）        | 青森県        | 遅れネット         |
| 2021年9月30日 - 2023年3月30日                                                                            | 木曜 21:30 - 22:00 | 大分放送（OBS）        | 大分県        | 遅れネット         |
| 2017年4月9日 - 2024年3月31日                                                                             | 日曜 23:30 - 0:00  | 北陸放送（MRO）        | 石川県        | 遅れネット         |

## 乃木坂46の「の」全国ジャック特番 ～日本全国津々浦々乃木ののお祭りSP!～
通常『レコメン!』が放送されるネットワークゾーンを活用して放送される当番組のスピンオフ番組として2022年5月26日0:00 - 1:00（25日深夜24:00 - 25:00）に放送。
冒頭から50分は「全国共通パート」として文化放送をキー・ステーションに水曜レコメンレギュラーの田村真佑と筒井あやめ・秋元真夏を加えた3人で放送。
末尾10分は「ご当地限定パート」として各36局にメンバーが割り振られ（一部重複あり）がその土地土地だけの放送を36パターン放送する。
◇ - 特番放送時点で乃木坂46の「の」を放送している局
◆ - 特番放送以前に乃木坂46の「の」を放送していた局
☆ - 出演メンバーの出身地で放送している局
| 放送対象地域  | 放送局                        | 出演メンバー                 | 備考          | 記号 |
| ------------- | ----------------------------- | ---------------------------- | ------------- | ---- |
| 関東広域圏    | 文化放送（QR）                | 筒井あやめ 田村真佑 秋元真夏 | 制作局        | ◇☆   |
| 北海道        | 北海道放送（HBC）             | 金川紗耶                     |               | ◇☆   |
| 青森県        | 青森放送（RAB）               | 山下美月                     |               | ◆    |
| 岩手県        | IBC岩手放送                   | 佐藤璃果                     |               | ◆☆   |
| 宮城県        | 東北放送（tbc）               | 久保史緒里                   |               | ☆    |
| 秋田県        | 秋田放送（ABS）               | 鈴木絢音                     |               | ◇☆   |
| 山形県        | 山形放送（YBC）               | 中村麗乃                     |               | ◇    |
| 福島県        | ラジオ福島（rfc）             | 秋元真夏                     |               | ◇    |
| 茨城県        | 茨城放送（LuckyFM）           | 梅澤美波                     |               |      |
| 栃木県        | 栃木放送（CRT）               | 賀喜遥香                     |               | ☆    |
| 新潟県        | 新潟放送（BSN）               | 田村真佑                     |               | ◆    |
| 富山県        | 北日本放送（KNB）             | 北川悠理                     |               |      |
| 石川県        | 北陸放送（MRO）               | 遠藤さくら                   |               | ◇    |
| 福井県        | 福井放送（FBC）               | 阪口珠美                     |               | ◆    |
| 山梨県        | 山梨放送（YBS）               | 矢久保美緒                   |               | ◆    |
| 長野県        | 信越放送（SBC）               | 樋口日奈                     |               | ◆    |
| 静岡県        | 静岡放送（SBS）               | 早川聖来                     |               | ◇    |
| 中京広域圏    | 東海ラジオ（SF）              | 筒井あやめ                   |               | ◆☆   |
| 京都府 滋賀県 | 京都放送（KBS）               | 弓木奈於                     |               | ☆    |
| 兵庫県        | ラジオ関西（CRK）             | 林瑠奈                       | 独立局        |      |
| 和歌山県      | 和歌山放送（WBS）             | 佐藤楓                       |               |      |
| 鳥取県 島根県 | 山陰放送（BSS）               | 山崎怜奈                     |               |      |
| 岡山県        | RSK山陽放送                   | 掛橋沙耶香                   |               | ◆☆   |
| 広島県        | 中国放送（RCC）               | 和田まあや                   |               | ☆    |
| 山口県        | 山口放送（KRY）               | 筒井あやめ                   |               |      |
| 徳島県        | 四国放送（JRT）               | 柴田柚菜                     |               |      |
| 香川県        | 西日本放送（RNC）             | 松尾美佑                     |               | ◇    |
| 愛媛県        | 南海放送（RNB）               | 清宮レイ                     |               |      |
| 高知県        | 高知放送（RKC）               | 筒井あやめ                   |               |      |
| 福岡県        | RKB毎日放送                   | 与田祐希                     | JRN単独加盟局 | ☆    |
| 佐賀県 長崎県 | NBCラジオ佐賀 長崎放送（NBC） | 黒見明香                     |               | ◆    |
| 熊本県        | 熊本放送（RKK）               | 齋藤飛鳥                     |               |      |
| 大分県        | 大分放送（OBS）               | 吉田綾乃クリスティー         |               | ◇☆   |
| 宮崎県        | 宮崎放送（mrt）               | 向井葉月                     |               | ◆    |
| 鹿児島県      | 南日本放送（MBC）             | 岩本蓮加                     |               |      |
| 沖縄県        | ラジオ沖縄（ROK）             | 伊藤理々杏                   |               | ☆    |

## イベント
- 文化放送開局70周年記念 乃木坂46の「の」presents 「の」フェス（2022年3月15日、東京国際フォーラムホールA）[755]